# Заколот на Баунті (фільм, 1984)
«Заколот на Баунті» (англ. The Bounty) — американський історичний кінофільм, п'ята екранізація історичної події — заколоту на британському судні «Баунті» 28 квітня 1789 р. Відомі актори Ентоні Гопкінс та Мел Гібсон зіграли головні ролі у кінофільмі. Фільм отримав схвальну реакцію критиків завдяки правдивому відображенню історичних подій.

## У ролях
- Мел Гібсон — Флетчер Крістіан
- Ентоні Гопкінс — Вільям Блай
- Лоренс Олів'є — адмірал Худ
- Едвард Фокс — капітан Грітхем
- Денієл Дей-Льюїс — Джон Фраєр
- Бернард Гілл — Коул
- Ліам Нісон — Чарльз Черчілль
- Філіп Браун — Джон Адамс

## Сюжет
Сценарій до фільму був написаний Девідом Болтом і є відображенням справжніх історичних подій. Автор сценарію працював над фільмом три роки — з 1977 по 1980 рр. Спочатку, фільм мав бути двосерійним, про події були причиною заколоту і також про долю моряків після повстання. Однак згодом з'явилися непередбачувані проблеми: захворів Девід Болт і кінокомпанія Ворнер Бразерз відійшла від проекту і було вирішено об'єднати дві серії в одну.
В основі кінофільму — повстання команди британського корабля «Баунті». Два головних герої історії — Вільям Блай і Флетчер Крістіан добре знають один одного і збираються разом до експедиції по хлібні дерева у Тихому океані. Під час подорожі через різні обставини, передусім закоханість Флетчера у таїтянську дівчину, між друзями відбувається сварка. Вільям Блай, як капітан залишається вірним своїм обов'язкам, а Флетчер тяжко сприймає розрив з коханою дівчиною, яка залишається на Таїті. У результаті дедалі гірших суперечок між двома колишніми друзями, Флетчер стає на чолі повстання проти капітана Блая і захоплює корабель. Висаджений у шлюпку Вільям Блай дивом добирається до Англії і опиняється перед військовим трибуналом за втрату королівського судна. На суді Блай пояснює причини заколоту і його виправдовують.

## Реакція критиків
Більшість критиків схвально оцінили гру Ентоні Гопкінса у ролі Вільяма Блая і відзначили глибокий, позитивний аналіз історичної постаті капітана. Інші критики віднеслися до образу Флетчера Крістіана у виконанні Мела Гібсона більш критично: гра актора у цьому фільмі поступалася таким відомим виконавцям цього образу, як Марлон Брандо у екранізації 1962 року. Особливої уваги заслужив сценарій фільму, який доволі точно відобразив історичні події 18-го сторіччя. Зокрема, в цій екранізації, особливу увагу приділяли особливим стосункам між Крістіаном і капітаном Блаєм, де Блай позитивний та складний персонаж.